# Boys Town (filme)
Boys Town (Brasil: Com os Braços Abertos / Portugal: Homens de Amanhã) é um filme norte-americano de 1938, do gênero drama, dirigido por Norman Taurog  e estrelado por Spencer Tracy e Mickey Rooney.

## Produção

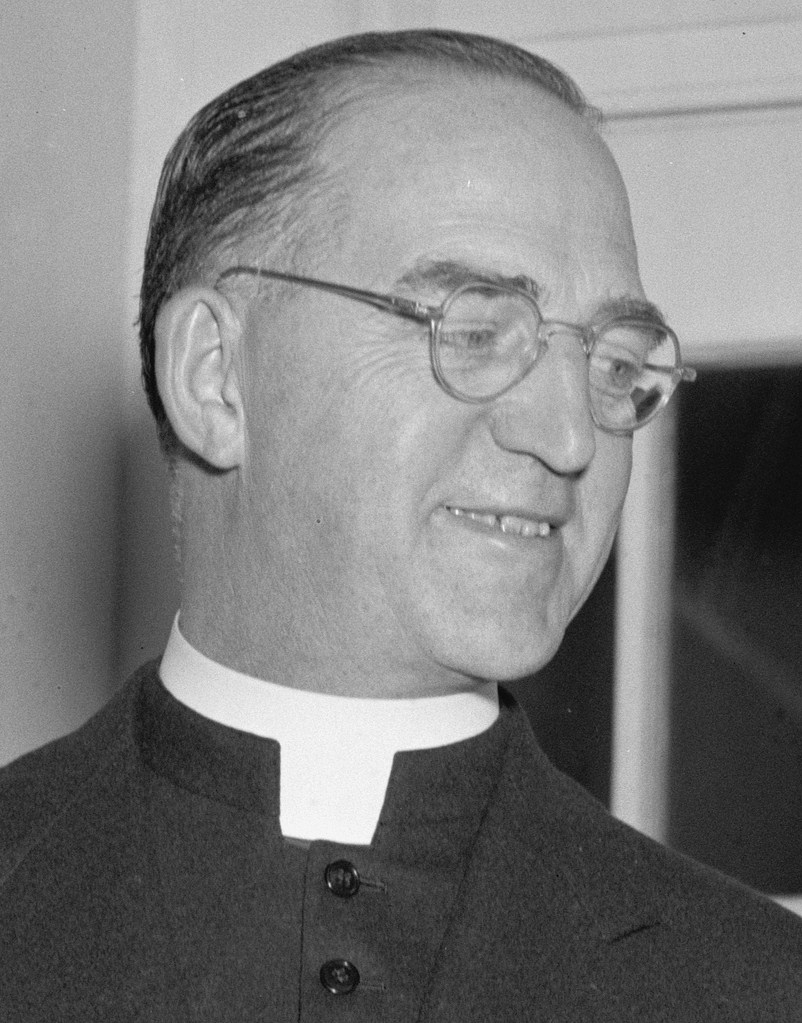
Padre Edward Joseph Flanagan, criador de Boys Town, um abrigo para jovens desencaminhados, em foto de 1938

O filme é baseado nos feitos do Padre Edward Joseph Flanagan, personagem da vida real, responsável por fundar um orfanato para delinquentes juvenis em Omaha, Nebraska. O roteiro, entretanto, é totalmente fictício, centrado em um adolescente que não aceita regenerar-se.
Spencer Tracy, premiado com o Oscar de Melhor Ator com Captains Courageous no ano anterior, recebeu sua segunda estatueta consecutiva e teria ficado tão emocionado que entregou o prêmio ao verdadeiro Padre Flanagan (na verdade, o gesto foi planejado por um homem de marketing da MGM).
Aclamado pelo público, o filme foi indicado em cinco categorias do Oscar, entre elas a de Melhor Filme e a de Melhor Diretor. Além de Spencer Tracy, também Dore Schary e Eleanore Griffin  foram premiados, com o Oscar de Melhor História Original. Tanto sucesso levou o Padre Flanagan a declarar, de maneira crítica, que a película retratara um orfanato tão próspero que as pessoas poderiam não se dar conta de que ele dependia de contribuições particulares para sobreviver.
Visto como o melhor trabalho de Norman Taurog, Boys Town deu início à longa associação entre o cineasta e a MGM. Ele só diria adeus ao estúdio -- e ao cinema -- em 1968, ao dirigir Elvis Presley pela nona vez, na comédia Live a Little, Love a Little.
Fred Zinnemann, na época um novato em Hollywood, dirigiu um trailer especial sobre o filme, intitulado City of Lost Men (Cidade dos Homens Perdidos).
O filme é o responsável pela célebre frase "he ain't heavy, he's my brother" (ele não é um peso, é meu irmão).
Boys Town é considerado por Ken Wlaschin como um dos melhores filmes tanto de Spencer Tracy quanto de Mickey Rooney.
Em 1941, foi lançada a sequência Men of Boys Town, com o mesmo diretor, mesmo produtor e mesma dupla central de atores.
Em 1995, Mickey Rooney interpretou Padre Flanagan no telefilme Brothers' Destiny.

## Sinopse
Cercado pelo pessimismo alheio, o Padre Flanagan cria Boys Town, um educandário para reformar jovens delinquentes. Incapaz de sustentar-se sozinho, ele precisa da ajuda financeira dos poucos que acreditam no projeto, como o penhorista judeu Dave Morris. Entre os problemas enfrentados pelo padre está Whitey Marsh, um encrenqueiro que entra e sai do orfanato sem apresentar melhoras e vive se metendo em confusões.

## Premiações
| Patrocinador                 | Prêmio      | Categoria                                                                                                | Situação                            |
| ---------------------------- | ----------- | --- | ----------------------------------- |
| Academia                     | Oscar       | Melhor Filme Melhor Diretor Melhor Ator (Spencer Tracy) Melhor Roteiro Adaptado Melhor História Original | Indicado Vencedor Indicado Vencedor |
| New York Film Critics Circle | NYFCC Award | Melhor Ator (Spencer Tracy)                                                                              | Segundo lugar                       |

- Film Daily: Dez Melhores Filmes de 1938

## Elenco
| Ator/Atriz        | Personagem                     |
| ----------------- | ------------------------------ |
| Spencer Tracy     | Padre Flanagan                 |
| Mickey Rooney     | Whitey Marsh                   |
| Henry Hull        | Dave Morris                    |
| Leslie Fenton     | Dan Farrow                     |
| Gene Reynolds     | Tony Ponessa                   |
| Edward Norris     | Joe Marsh                      |
| Addison Richards  | Juiz                           |
| Minor Watson      | Bispo                          |
| Jonayhan Hale     | John Hargraves                 |
| Bobs Watson       | Pee Wee                        |
| Martin Spellman   | Skinny                         |
| Mickey Rentschler | Tommy Anderson                 |
| Frankie Thomas    | Freddie Fuller                 |
| Jimmy Butler      | Paul Ferguson                  |
| Sidney Miller     | Mo Kahn                        |
| Edward Hearn      | Guarda no trem (não-creditado) |